# Eric Vermeylen

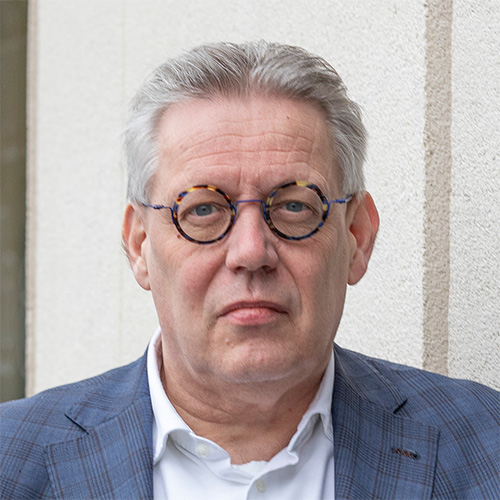
Eric Vermeylen

Eric Vermeylen (Schoten, 24 oktober 1960) is een Belgisch bestuurder. Hij is secretaris-generaal van de Vlaamse Hogescholenraad. Voorheen was hij onder meer directeur van het kenniscentrum van Voka - Vlaams Netwerk van Ondernemingen. 

## Levensloop
Eric Vermeylen studeerde ingenieurswetenschappen aan de Katholieke Universiteit Leuven en economische wetenschappen aan de Universiteit Antwerpen. Daarnaast volgde hij een bijkomende studie Executive Team Dynamics aan de Wharton School of Business.
Hij begon zijn carrière als projectleider bij Alfa Bouwgroep. Later ging hij aan de slag als algemeen adviseur bij Flanders Interface. In 1986 kwam Vermeylen als adviseur van de studiedienst bij het Vlaams Economisch Verbond (later Voka) terecht. Hij hield zich vooral bezig met het begeleiden van ondernemingen naar de Europese Commissie. In 1996 werd hij adjunct-directeur van de studiedienst. Drie jaar later werd hij benoemd tot directeur van het kenniscentrum. Hij hield zich vooral bezig met de inhoudelijke strategie van het kenniscentrum, de ontwikkeling van nieuwe beleidsorganisaties, de uitbouw van denktank 2.0 en de coaching van de medewerkers. In 2009 verzorgde hij de operationele continuïteit van Voka wanneer Philippe Muyters de overstap naar de Vlaamse regering-Peeters II maakte.
Sinds september 2016 werd Vermeylen secretaris-generaal van de Vlaamse Hogescholenraad
Hij is of was ook lid van de raden van bestuur van ARKimedes, de (Redactionele Stichting) De Tijd vzw, de Vlaamse Instelling voor Technologisch Onderzoek, vervoermaatschappij De Lijn, Flanders DC en het Vlaams-Europees Verbindingsagentschap. Hij is erebestuurder van Gimv en lid van de raad van bestuur van het IWT.
Hij is getrouwd en vader van twee kinderen. 